# Dienstsport

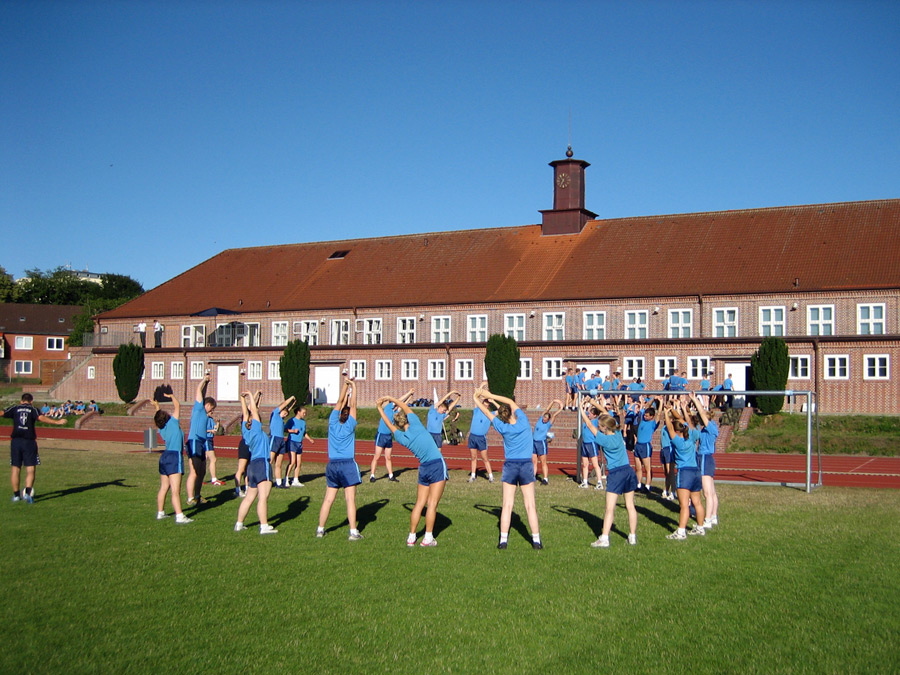
Dienstsport an der Sportschule der Marineschule Mürwik (2007)

 Dienstsport ist die Sportausübung für Bedienstete im Öffentlichen Dienst. Insbesondere Behörden, deren Mitarbeitern berufliche Anforderungen wie körperliche Gewandtheit oder Ausdauer abverlangt werden, legen hohen Wert auf die Durchführung. Militär, bei der Polizei, dem Zoll und den Feuerwehren wird der Dienstsport angeordnet.

## Ziel, Absicht
Ziel ist die Gesunderhaltung, die Ausbildung oder Beibehaltung der konditionellen Fähigkeiten, Kraftsport und ggfs. das Erlernen spezieller Fertigkeiten. Ferner kann dadurch auch die Teamfähigkeit gefestigt werden.
Das Hauptziel ist die Leistungsfähigkeit bei der Berufsausübung. Manche Organisationen führen Wettbewerbe durch oder testen ihr Personal regelmäßig auf ihre Sportlichkeit hin.

## Dienstsport in den einzelnen Organisationen

### Militär
In der Bundeswehr wird jährlich von allen Soldaten ein Basis-Fitness-Test abverlangt. Des Weiteren müssen jährlich 200 m nach Anforderungen des Deutschen Sportabzeichens (DSA) geschwommen werden und ein 6 km Marsch mit 15 kg Gepäck in 60 Minuten abgelegt werden. Den Dienstsport in der Bundeswehr regelt die Zentrale Dienstvorschrift (ZDv) 3/10 Sport in der Bundeswehr.
Siehe auch: Ausbildung und Erhalt der individuellen Grundfertigkeiten und der Körperlichen Leistungsfähigkeit (Ausb IGF/KLF), Sportfördergruppe der Bundeswehr

### Polizei
Die Dachorganisation für die Polizei in Deutschland ist das Deutsche Polizeisportkuratorium (DPSK) in Berlin. Befähigte Beamte werden bei den deutschen Polizeien einschließlich der Bundespolizei ggfs. auf Jahre hinweg freigestellt, um wettbewerbsmäßig Sport zu treiben.

### Zoll
Die waffentragenden Beamten der Bundeszollverwaltung nehmen regelmäßig am Dienstsport teil.
Dieser unterteilt sich in regulären Sport (z. B. Fußball, Basketball, Volleyball und Laufen / Nordic Walking) und waffenlose Selbstverteidigung (WSV).

### Feuerwehr
siehe Feuerwehrsport